# Йокозуна (кечист)
Родни Агатупу Аноаи (2 октомври 1966 – 23 октомври 2000) беше американски професионален кечист. Той беше познат от времето си в World Wrestling Federation (WWF) където се би под сценичното име Йокозуна. Терминът йокозуна означава най-високия ранг в професионалното сумо в Япония. Въпреки че героя „Йокозуна“ беше изобразен като шампион сумо борец, Аноаи никога не се е бил като сумотори. Въпреки че Йокозуна се би като представител на Япония, в истинския си живот Аноаи беше американски самоанец и беше представян от Полинезия. Обаче, беше придружаван от Японския герой Г-н Фуджи (в реалния живот японски американец), който следва Аноаи към ринга с дървена кофа със сол, размахвайки Японското знаме.
В WWF, Аноаи беше двукратен Шампион на WWF и двукратен Отборен шампион на WWF (с Оуен Харт), както и победителя на Кралското меле през 1993. Аноаи беше първият кечист от смоански произход, носител на Титлата на WWF както и първия победител в Кралското меле, в резултат на което получил условието за мач са световната титла на КечМания. Той е побеждавал членовете на Залата на славата на WWE Брет Харт и Хълк Хоуган, последователно в pay-per-view победи в главния мач на КечМания 9 и Крал на ринга през 1993, и спечели своите две Титли на WWF, и също оглави КечМания 10 с Харт. Аноаи беше въведен като починал член на Залата на славата на WWE през 2012.

## В кеча
- Финални ходове
  - Banzai Drop (Corner slingshot seated senton)[1][3]
- Ключови ходове
  - Bearhug
  - Back elbow
  - Belly to back suplex
  - Body avalanche
  - Front powerslam
  - Headbutt
  - Драскане по гъба на опонента
  - Running hip attack
  - Running leg drop[1]
  - Running splash
  - Самоанско тръшване[2]
  - Savate kick[1]
  - Shoulder clawhold
  - Side belly to belly suplex[1]
  - Throat thrust[1]
  - Ura-nage[8]
- Мениджъри и придружителки
  - Шейх Аднан Ел Каси[2]
  - Г-н Фуджи[1][3]
  - Джим Корнет[3]
- Входни песни
  - The Delivery на Jerry Fielding (NJPW; 1988 – 1992)
  - Sumo на Джим Джонстън (WWF; 1992 – 1996)

## Шампионски титли и отличия
- Pro Wrestling Illustrated
  - Най-доказал се кечист на годината на PWI (1993)[2]
  - PWI го класира като #5 от топ 500 индивидуални кечисти в PWI 500 през 1993[2]
  - PWI го класира като #145 от топ 500 индивидуални кечисти в PWI Years през 2003
- Universal Wrestling Association
  - Световен троен шампиона на UWA (1 път) – с Фату и Самоанския дивак[9]
- World Wrestling Federation/WWE
  - Световен шампион в тежка категория на WWF (2 пъти)[1][5]
  - Отборен шампион на WWF (2 пъти) – с Оуен Харт[1][6]
  - Кралско меле (1993)[1][7]
  - Залата на славата на WWE (Клас 2012)